# Центральный музей Вооружённых сил
Центра́льный музе́й Вооружённых сил — военно-исторический музей в Москве на улице Советской Армии. Основан в 1919 году. Площадь музея составляет 5000 м², разделён на 24 зала. На его территории также работает уличная экспозиция образцов военной техники.

## История

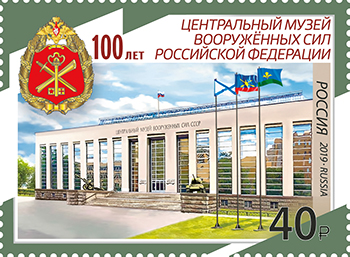
Почтовая марка. 100 лет Центральному музею Вооружённых сил Российской Федерации.

Музей был основан 23 декабря 1919 года приказом Реввоенсовета Республики № 2207 и назван в честь Рабоче-крестьянской Красной армии (РККА). Он является первым историко-революционным музеем, созданным после Октябрьской революции. Моссовет передал музею первые этажи Верхних торговых рядов и линию Ветошного ряда. В 1920 году там открылась первая выставка — «Жизнь Красных Армии и Флота», проходившая в Верхних торговых рядах на Красной площади. Крупные экспонаты — самолёты, снабжение — были представлены на улице.
Летом 1921 года музей переименовали в «Музей Красных Армии и Флота», а в марте следующего года перевели в особняк на улице Кропоткина (Пречистенка, 12/2). Новое помещение не было готово в срок, поэтому часть экспонатов сложили в сарае или вернули бывшим владельцам. Музей находился в подчинении Управления по исследованию и использованию опыта войн Штаба РККА. В 1923 году к юбилею Красной армии в музее подготовили выставку «Поезд председателя РВСР Льва Троцкого». Места для экспозиции в особняке не хватало, поэтому её организовали в здании Военной академии на Воздвиженке. В 1924 году музей переехал в это помещение, одновременно его передали в подчинение Военной академии РККА, но менее чем через год вернули Управлению.
В феврале 1927 года приказом Революционного Военного Совета музей перешёл в подчинение Политическому управлению (ПУР) и переехал в помещения в здании Центрального дома Красной Армии, где он оставался 38 лет. После в музее была создана постоянная экспозиция из трёх разделов: Вооружённые силы пролетарской революции 1905—1917 года, Гражданская война, период мирного строительства РККА.
В годы Великой Отечественной войны часть фондов музея эвакуировали. Сотрудники музея не прекращали заниматься поиском военных реликвий: с 1943 по 1945 год было организовано 20 экспедиций на фронт. Руководителями музея в военные годы были полковой комиссар Федянин Владимир Иванович (с 17 января 1940 по ноябрь 1943), полковник Логинов Пётр Николаевич (с ноября 1943 по июль 1944), полковник Горюшкин Иван Алексеевич (с июля 1944 по март 1949). Знамя Победы — штурмовой флаг, водружённый 1 мая 1945 года на здании рейхстага — было передано в музей 10 июля.
В 1957 году было решено построить для музея отдельное двухэтажное здание площадью 10—15 тысяч кв. м. Проект подготовили архитекторы Борис Бархин и Николай Гайгаров, а также инженеры Аксёнов и Белокуров. Строительство завершилось 8 мая 1965 года. Экспозиции оформили художники Р. Н. Гвоздёв, Н. И. Латышев, Арам Мнацаканов и В. Т. Финогенов под руководством Евгения Розенблюма. К этому времени в коллекции музея насчитывалось более 500 000 предметов. В 1966 году в музее созданы Кинофонд и Фонд стрелкового вооружения, на следующий год открылся Фонд живописи.
В 1975 году Президиум Верховного Совета СССР наградил музей орденом Красной Звезды.
После распада СССР в музее сделали постоянную экспозицию в залах № 22 и 23, описывающую события в стране в период перестройки. Для пополнения фондов сотрудники музея выезжали в военные округа и на флоты.

## Современность
В 2002 году перед зданием музея установили памятник воинам-десантникам. В 2006 году заменили оборудования и расширили коллекцию. Были представлены новые материалы об участии Вооружённых сил СССР в войнах в Корее, Вьетнаме и других странах. В 2008 году была организована выставка «Кавказ. Пять дней в августе», описывающая войну в Грузии.

## Экспозиция
Основная экспозиция занимает 24 зала общей площадью 5000 м². Среди экспонатов знамёна, награды, вооружение и реликвии военачальников, солдат и государственных деятелей. Три первых зала посвящены истории Русской армии и Флота до 1917 года, в них представлены вооружение, обмундирование армии во времена разных правителей Российской империи и материалы, рассказывающие о Первой мировой войне. Зал с четвёртого по шестой отдан под экспонаты, связанные с Красной армией в период Гражданской войны и иностранной военной интервенции, кроме того, в них хранятся реликвии революций 1917 года, личные вещи военачальников Антона Деникина, Сергея Маркова и других участников Белого движения.
Седьмой и восьмой залы занимает выставка «Рабоче-крестьянская Красная армия и Флот на страже безопасности СССР». В них экспонируются материалы о руководстве СССР, военной помощи в разные годы Синьцзяну и данные о репрессированных офицеров Красной армии в ходе дела «Весна». Залы с девятого по восемнадцатый посвящены Вооружённым силам в годы Великой Отечественной войны, в них хранятся документы Германии, образцы вооружения, фрагменты оружия, рассказывается о Московской, Курской и Сталинградской битвах. В зале Победы хранятся материалы о кавалерах Ордена Славы, Героях Советского Союза, именно в этом зале находится Знамя Победы.
Залы с девятнадцатого по двадцать первый посвящены послевоенной истории армии, двадцать второй и двадцать третий — созданию и развитию Вооружённых сил России. В двадцать четвёртом зале проходят временные выставки. На территории музея также работает открытая экспозиционная площадка, где представлены 154 образца артиллерийской, ракетной, бронетанковой и авиационной техники.

### Фондовые коллекции музея

#### Вещевой фонд
Содержит более 30 тысяч единиц хранения (предметы формы одежды, снаряжения и знаков различия РККА, Советской Армии и ВМФ, Вооруженных Сил РФ), поступивших от государственных организаций, от участников событий, от членов их семей и родственников, от товарищей по оружию, непосредственно с театра военных действий Великой Отечественной войны, войны в Афганистане. В коллекции также представлены трофеи из Рейхсканцелярии, в частности, личные вещи Адольфа Гитлера: скрипка со его скульптурным изображением, трость.
Первыми экспонатами Вещевого фонда стали личные вещи М. В. Фрунзе — председателя РВС, Наркома по военным и морским делам, переданные в 1926 году секретариатом РВС СССР. Среди реликвий Фонда — китель четырежды Героя Советского Союза Маршала Г. К. Жукова, плащ легендарного разведчика Н. И. Кузнецова, бурка В. И. Чапаева.

#### Фотофонд
Коллекция насчитывает свыше 100 тысяч фотографий и альбомов с фотографиями, выполненными как профессиональными фотографами, так и любителями. В коллекции представлены фотодокументы Русско-японской войны 1904—1905 годов, Первой мировой, Гражданской, Великой Отечественной войн, а также фотографии, отображающие послевоенное развитие Советской Армии и ВМФ. Фотофонд обладает коллекцией фотографий Героев Советского Союза и Героев Российской Федерации, маршалов, генералов и адмиралов.

#### Знамённый фонд
В этом фонде представлена единственная в мире, уникальная по своему составу и объёму коллекция знамён, которая насчитывает более 28 тысяч боевых, революционных, шефских, подарочных, трофейных знамён, начиная с XIX века.
Коллекция Знамённого фонда состоит из:
- Знамён Русской армии. Главная достопримечательность: знамя лейб-гвардии Финляндского полка[18].
- Знамён революции
- Знамён периода Гражданской войны и военной интервенции, мирного периода 1922—1940 годов
- Боевых знамён Великой Отечественной войны 1941—1945 годов
- Коллекции штандартов с наименованиями фронтов, специально изготовленных в мастерской Большого театра и торжественно пронесённых впереди каждой колонны войск на Параде Победы 24 июня 1945 года
- Шефских знамён
- Трофейных знамён

#### Фонд вооружения и техники
В Фонде хранится около 15 тысяч единиц стрелкового и холодного оружия, боевой техники, защитного снаряжения, инженерного имущества и приборов связи. Стрелковое оружие (около 3000 ед. хранения) представлено как образцами, состоявшими на вооружении (начиная с конца XVII), так и личным оружием известных отечественных государственных и военных деятелей. Среди оружия иностранного производства в коллекции собраны трофеи, захваченные в ходе войн и военных конфликтов XIX—XX вв., а также оружие, полученное по обмену с иностранными военными музеями. Коллекция холодного оружия (около 1200 ед.) состоит из образцов уставного, наградного и подарочного оружия. 
К достопримечательностям музея относят шашку Чапаева, шашку Котовского, шашку Деникина и шашку Юденича (1881), а также пистолет Сталина.

#### Фонд знаков различия
Здесь представлено более 100 тысяч боевых наград, нагрудных знаков, памятных медалей, сувенирных значков, иностранных наград, трофейных наград периода Великой Отечественной войны, знаков почтовой оплаты, денежных знаков. В коллекции как реликвия представлены боевые награды советских воинов, пробитые пулями и снарядами.
С 1945 года в Фонде хранится как трофей жезл генерал-фельдмаршала Э. Роммеля.

#### Документальный фонд
Содержит свыше 200 тысяч единиц хранения. Формирование коллекции началось с 1920-х годов.
В Документальном фонде были созданы:
- Коллекция партийных и комсомольских документов.
- Коллекция листовок. В коллекции представлено также собрание рукописных боевых листков, листков-молний, содержащих в себе героическую хронику Великой Отечественной войны.
- Коллекция писем военнослужащих родным и близким.
- Личные документы военнослужащих.

#### Художественный фонд
Коллекция произведений живописи, графики, скульптуры, а также плакатов и открыток насчитывает около 52 тыс. единиц. Коллекция пополняется, начиная с 1920 года. Экспонаты поступали с юбилейных выставок (1930—1940-е), с фронтовых выставок 1945 года, из Студии военных художников имени М. Б. Грекова, а также приобретались у коллекционеров. Коллекция скульптуры насчитывает около 1000 единиц.

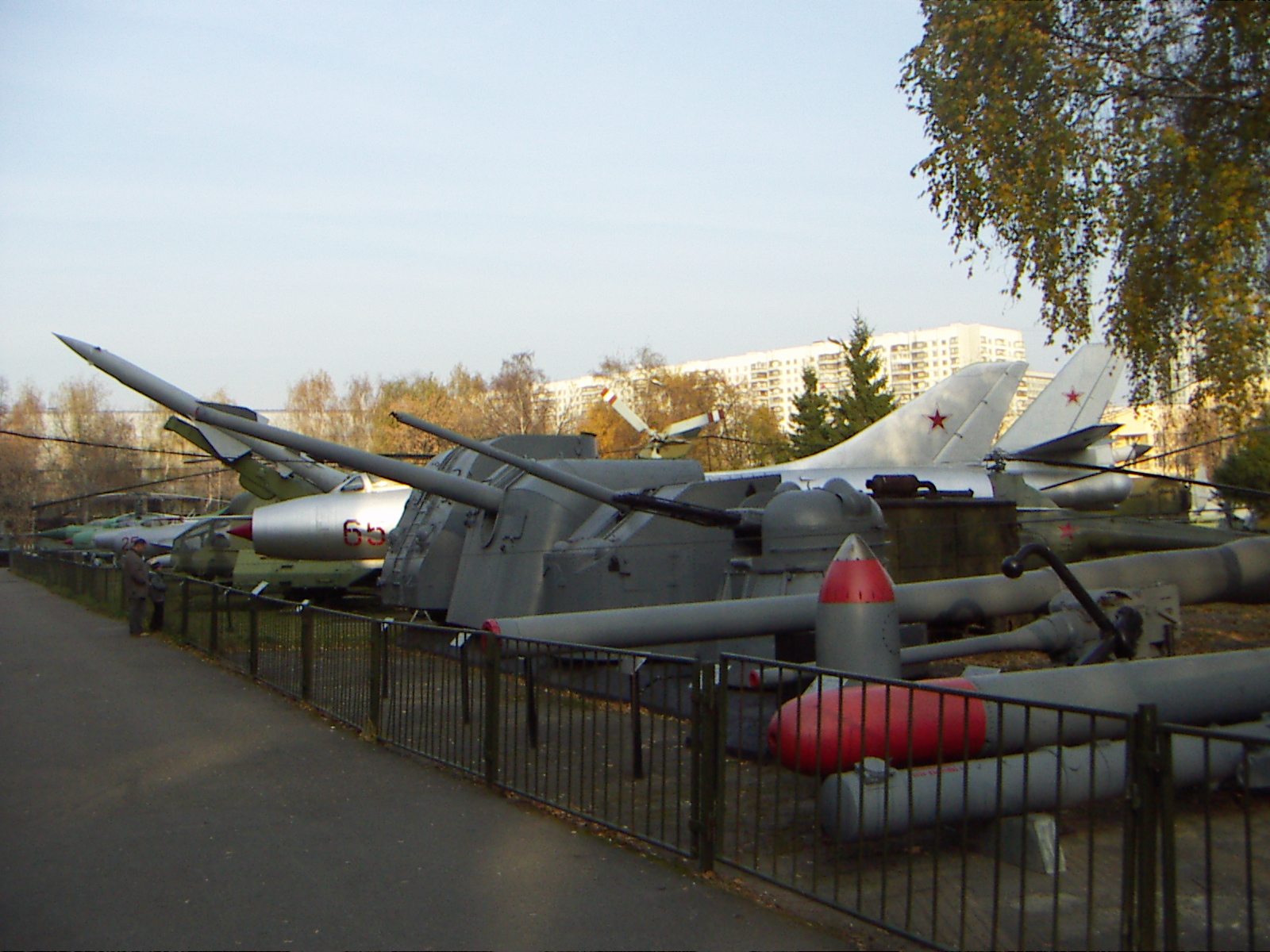
Открытая площадка музея, 2005
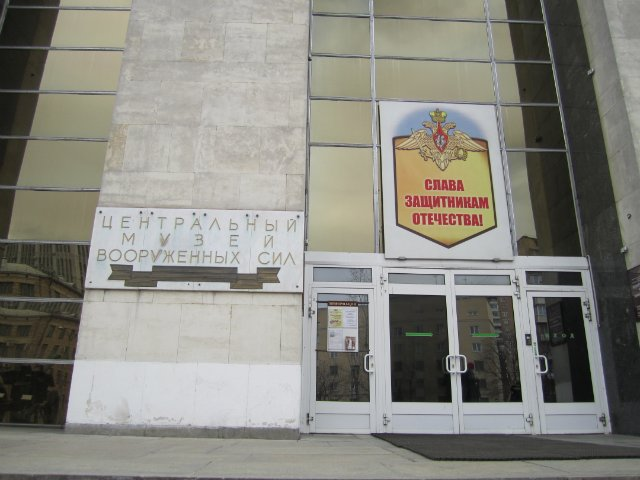
Главный вход музея, 2011
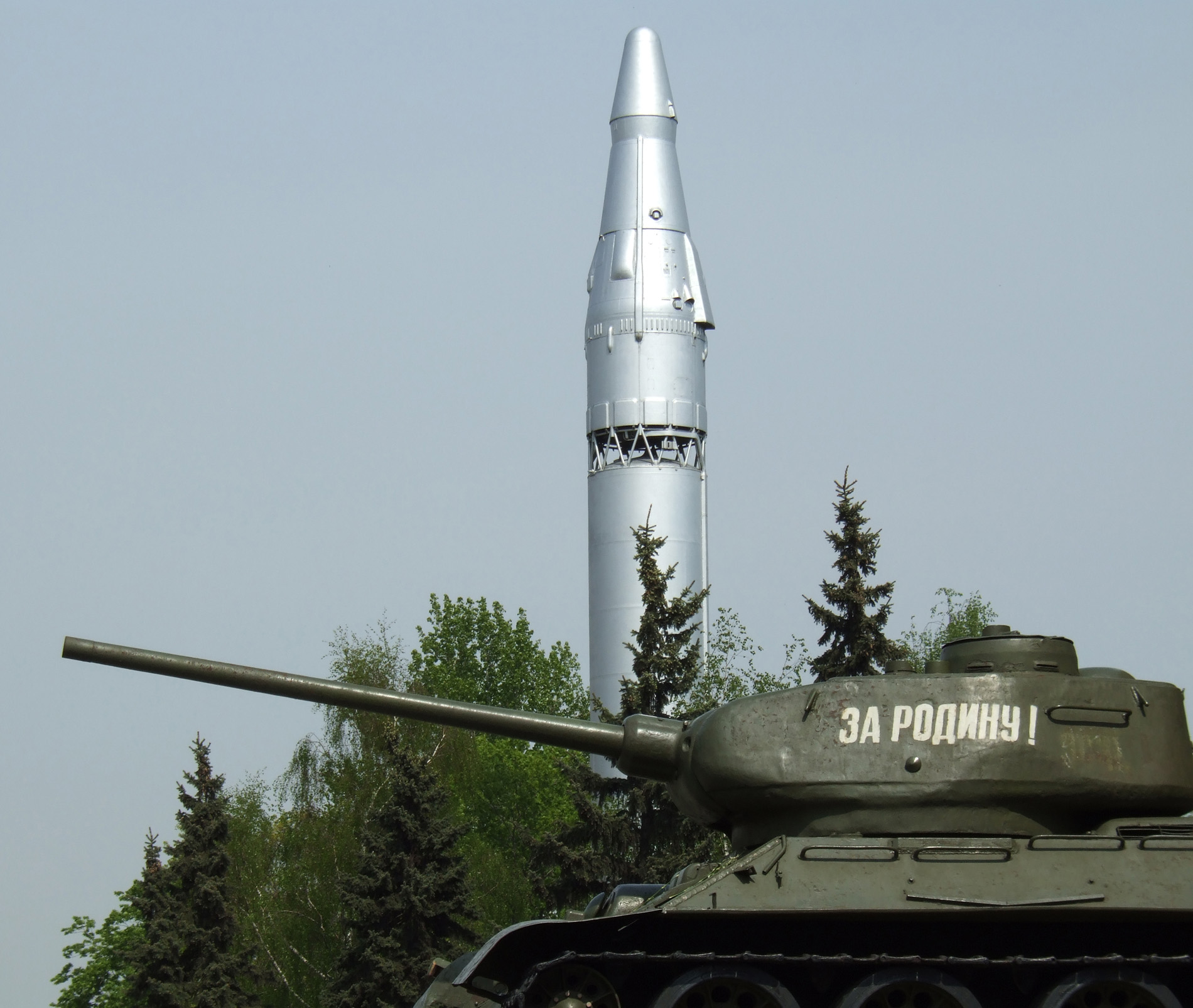
Танк Т-34-85 и ракета Р-9 у музея, 2007
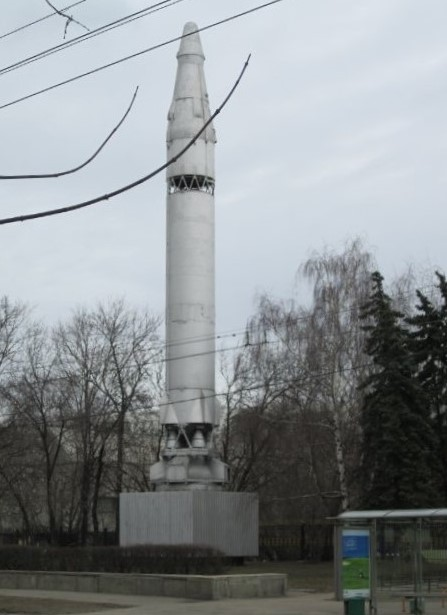
Ракета Р-9А, 2011
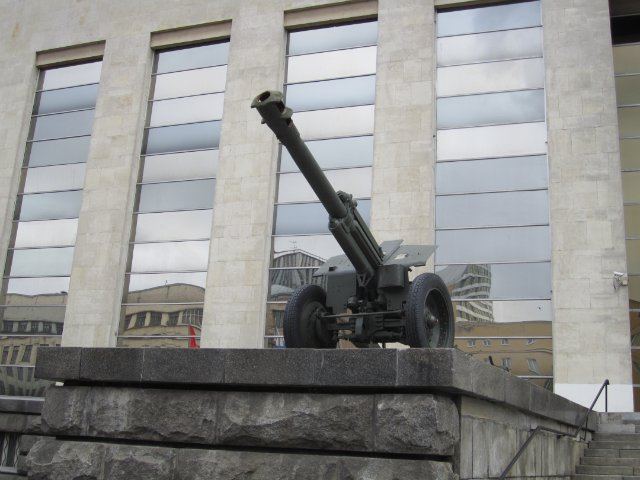
152-мм гаубица образца 1943 года (Д-1), 2011
Мемориал экипажу подлодки «Курск», 2007

## Филиалы
- Музей-кабинет Г. К. Жукова
- Центральный музей Военно-Воздушных Сил Российской Федерации
- Музей Ракетных войск стратегического назначения
- Музей Войск противовоздушной обороны
- Музей истории ВДВ
- Музей истории военной формы одежды
- Внештатный филиал — Исторический музейный комплекс «Запасной командный пункт Верховного Главнокомандующего Красной Армии И. В. Сталина периода Великой Отечественной войны 1941—1945 гг.»

## Награды
- Орден Красной Звезды (1975 год)[23].
- Почётная грамота Президиума Верховного Совета РСФСР (1969 год)[24].
- Почётная грамота Президиума Верховного Совета РСФСР (1979 год)[25].